# Ruby (альбом Дженни)
Ruby — дебютный студийный альбом южнокорейской певицы и рэпера Дженни, вышедший 7 марта 2025 года на лейблах Odd Atelier и Columbia Records. Альбом стал её первым сольным релизом после ухода из YG Entertainment и Interscope Records в 2023 году. Дженни написала и спродюсировала Ruby вместе с несколькими коллегами, включая El Guincho, Diplo и Mike Will Made It. Состоящий из пятнадцати треков, альбом включает в себя совместные работы с Childish Gambino, Doechii, Домиником Файк, FKJ, Дуа Липой и Кали Учис. В альбоме использованы такие жанры, как поп, хип-хоп и R&B. Тематика альбома основана на отношениях, влиянии и успехе Дженни.
После выхода Ruby получил в целом благоприятные отзывы критиков, которые отметили разносторонность Дженни, ее работоспособность и жизнеспособность как сольного исполнителя, а также слаженность и экспериментальный характер альбома. После выхода альбом дебютировал в десятке лучших в Австралии, Франции, Германии, Нидерландах, Новой Зеландии, Южной Корее, Великобритании и США. Песня «Mantra» была выпущена в качестве ведущего сингла альбома и имела коммерческий успех, достигнув первой пятерки в Billboard Global 200 и южнокорейском Circle Digital Chart. За ней последовали синглы «Love Hangover», «ExtraL», «Like Jennie» и «Handlebars».

## Предыстория
В декабре 2023 года было объявлено, что Дженни (участница BLACKPINK) основала свой собственный звукозаписывающий лейбл Odd Atelier после ухода из YG Entertainment для сольной деятельности. Во время своего гостевого выступления на шоу «The Seasons: Lee Hyo-ri’s Red Carpet» в январе 2024 года, Дженни сообщила, что в этом году она планирует выпустить полноценный альбом. В марте того же года южнокорейские новостные издания сообщили, что она выпустит новый альбом в июне. Odd Atelier опровергли эти слухи, заявив, что Дженни в настоящее время работает над альбомом, дата выхода которого не запланирована.
После их совместной работы «Spot!» в апреле 2024 года южнокорейский рэпер Зико рассказал Billboard, что у него был «шанс подсмотреть демо-версии сольных треков Дженни», и что там было «так много хороших треков». В мае 2024 года, во время посещения Met Gala на показе «Sleeping Beauties: Reawakening Fashion», она пообщалась с Vogue и рассказала о своём предстоящем альбоме, заявив: «У меня ещё много чего будет с моим альбомом». 20 июня того же года был представлен рекламный ролик с участием Дженни для Beats Solo Buds, в котором она исполнила сольный трек, предположительно входящий в её предстоящий альбом. В песне она читает рэп под треп-бит о том, что ей нужно вернуть свою историю и постоять за себя.
В сентябре 2024 года было объявлено, что Дженни подписала контракт на запись с Columbia Records в партнёрстве с Odd Atelier. В октябре 2024 года в статье на обложке Harper’s Bazaar она рассказала о своём опыте работы над альбомом, поделившись, что находилась в студии над текстами песен и «резала, резала, резала» вокал с «утра до ночи». В следующем месяце она объявила, что альбом выйдет в 2025 году, опубликовав сообщение на сайте Weverse. Дженни также сообщила о выходе альбома в 2025 году в праздничном поздравительном видео на Рождество 2024 года, заявив, что у неё «удовлетворительные результаты 11 месяцев работы» и что в нём будет «немного всего для всех. Это как шведский стол для вас, ребята». В январе 2025 года Дженни появилась на обложке Billboard. В статье она рассказала о подготовке своего альбома, заявив, что «почти готова» к его выпуску.

## Композиция
Альбом состоит из пятнадцати треков и включает в себя выступления Childish Gambino, Doechii, Dominic Fike, FKJ, Дуа Липы и Кали Учис. Дженни записала альбом преимущественно на английском языке и описала его как способ «впервые явить себя миру». Она хотела представить себя в альбоме как «Дженни Руби Джейн, чтобы это была цельная личность», ссылаясь на имя альтер-эго, которое она придумала, когда жила в Новой Зеландии в детстве. Тематически альбом даёт чёткое послание другим молодым женщинам, чтобы они почувствовали вдохновение «понять и отстаивать то, кто ты есть».

## Продвижение и релиз
21 января 2025 года Дженни официально анонсировала свой дебютный студийный альбом Ruby, релиз которого намечен на 7 марта. Анонс сопровождался официальной обложкой альбома, а также 33-секундным трейлерным видео, в котором был представлен список артистов. Версия альбома, известная как «Jennie Only Audio», будет выпущена без артистов, участвующих в записи. В поддержку альбома Дженни даст три закрытых концерта, названных «Ruby Experience». Она также выступит на фестивале музыки и искусств в долине Коачелла 13 и 20 апреля 2025 года. 25 января на YouTube был опубликован клип под названием «Zen».
Продажам Ruby в первую неделю способствовала его доступность в четырех вариантах CD (все они содержат коллекционные бумажные эфемеры, в том числе и случайные), пяти делюксовых изданий CD boxed set (каждое из них содержит фирменную одежду, подписанный вкладыш и копию альбома) и двух изданий для цифрового скачивания (широко доступная стандартная версия с девятью треками и расширенное издание с 15 песнями).

### Синглы
Песня «Mantra» была выпущена в качестве первого сингла альбома 11 октября 2024 года. Песня была коммерчески успешной, заняв первое место в Гонконге и Тайване и второе и третье места соответственно в рейтингах Billboard’s Global Excl. US и Global 200.
Второй сингл «Love Hangover» при участии Fike вышел 31 января 2025 года. Третий альбомный сингл «ExtraL» с участием Doechii вышел 21 февраля. «Like Jennie» вышла в качестве четвёртого сингла 7 марта. «Handlebars» вышел на американском радио Contemporary hit radio в качестве пятого сингла 11 марта, а спустя три дня Sony Music Italy выпустило сингл на итальянских радиостанциях. Видеоклип дебютировал 10 марта.

## Отзывы
| Совокупная оценка  | Совокупная оценка |
| Источник           | Оценка            |
| ------------------ | ----------------- |
| Metacritic         | 74/100            |
| Оценки критиков    |                   |
| Источник           | Оценка            |
| AllMusic           | [ 33 ]            |
| Clash              | 9/10              |
| IZM                | [ 35 ]            |
| The New York Times | [ 36 ]            |
| NME                | [ 37 ]            |
| Rolling Stone      | [ 1 ]             |
| Pitchfork          | 7.1/10            |

В целом Ruby получил положительные отзывы от музыкальных критиков. По данным агрегатора рецензий Metacritic, «Рубин» получил «в целом благоприятные отзывы» на основе средневзвешенного балла 74 из 100 от пяти критиков.
Альбом получил четыре из пяти звёзд от Кристал Белл из New Musical Express, которая похвалила Ruby за демонстрацию харизмы Дженни, «самоуверенного» художественного замысла и вокального диапазона. Мария Летиция Гомес из Clash назвала альбом «захватывающим прослушиванием», которое расширило артистизм Дженни.
Мария Шерман из Ассошиэйтед Пресс также высоко оценила альбом за его «амбициозные и блестящие» усилия по исследованию различных граней личности Дженни, назвав Ruby «калейдоскопом различных звуков […] полным несочетаемых, отполированных удовольствий». В рецензии для Rolling Stone Мора Джонстон оценила «Ruby» в три с половиной звезды из пяти, назвав альбом «быстро сменяющимся приятным времяпрепровождением» и отметив «впечатляющие навыки [певицы] задавать тон» жанру поп-R&B.
Предложив более смешанную рецензию, Джон Караманика из The New York Times' похвалил Ruby за его звуковые исследования, но раскритиковал его коллаборации за отсутствие химии.

## Коммерческий успех
В США Ruby дебютировал на седьмом месте в Billboard 200 с продажами за первую неделю 56000 альбомно-эквивалентных единиц. Из них 26 500 пришлось на продажи альбомов, в результате чего альбом дебютировал на втором месте в чарте Billboard Top Album Sales. Также было продано 29000 альбомов в потоковом эквиваленте (frизom 39,93 миллионов официальных потоков по требованию), что привело к дебюту на 13 месте в чарте Billboard Top Streaming Albums и 500 альбомов в трековом эквиваленте.
Дженни — участница квартета Blackpink, занявшего первое место в Billboard 200. Их последний альбом Born Pink дебютировал на вершине чарта 1 октября 2022 года, после того как альбом The Album стал их первым топ-10 (№ 2, 2020). Дженни стала третьей участницей группы, чей сольный альбом вошел в топ-10 чарта Billboard 200, после Лисы, чей альбом Alter Ego дебютировал на 7-м месте неделю назад (15 марта), и Розэ, чей альбом rosie дебютировал и достиг 3-го места в чарте 21 декабря 2024 года.

## Список композиций
| №                   | Название                                            | Автор(ы) | Продюсеры                                         | Длительность |
| ------------------- | --------------------------------------------------- | --- | ------------------------------------------------- | ------------ |
| 1.                  | «Intro: Jane» (вместе с FKJ)                        | Дженни Vincent Fenton                                                                                            | FKJ                                               | 1:38         |
| 2.                  | «Like Jennie»                                       | Jennie Тейлор Паркс Amanda «Kiddo A.I.» Ibanez Zico Thomas Pentz Jorge Alfonso Sr.                               | Diplo Leclair Jorge                               | 2:03         |
| 3.                  | «Start a War»                                       | Jonas Jeberg Ramus Søegren Jelli Dorman Kuk Harrell                                                              | Jeberg Søegren Sam Homaee                         | 2:45         |
| 4.                  | «Handlebars» (вместе с Дуа Липой)                   | Lipa Rob Bisel Amy Allen Brittany Amaradio James Ghaleb                                                          | Bisel                                             | 3:30         |
| 5.                  | «вместе с the IE (Way Up)»                          | Jennie Dwayne Abernathy Jr. Dorman Jose Miro                                                                     | Dem Jointz                                        | 2:43         |
| 6.                  | «Extral» (вместе с Doechii)                         | Дженни Джейла Хикмон Дуэйн Абернати Alexis Andrea Boyd Sorana Pacurar                                            | Dem Jointz                                        | 2:47         |
| 7.                  | «Mantra»                                            | Дженни Billy Walsh Jumpa Claudia Valentina Elle Campbell Jelli Dorman Serban Cazan Zikai                         | El Guincho Cazan Dorman Jumpa                     | 2:16         |
| 8.                  | «Love Hangover» (вместе с Домиником Файком)         | Fike Carly Gilbert Ido Zmishlany Blaise Railey Megan Bülow Devin Workman                                         | Дженни Zmishlany                                  | 3:00         |
| 9.                  | «Zen»                                               | Jennie Dorman Asheton Hogan Bibi Bourelly Kirsten Spencer                                                        | Pluss                                             | 3:21         |
| 10.                 | «Damn Right» (вместе с Чайлдиш Гамбино и Кали Учис) | Jennie Donald Glover Karly-Marina Loaiza Jean Day Jr. Samuel Gloade Michael Williams II Bourelly Ariowa Irosogie | Trubeatzz 30 Roc Mike Will Made It                | 2:23         |
| 11.                 | «F.T.S.»                                            | Jennie Hogan Bourelly Gibert Christopher Newlin                                                                  | Pluss Gage                                        | 2:32         |
| 12.                 | «Filter»                                            | Boyd Pacurar Abernathy Jr. Carmen Reese                                                                          | Dem Jointz                                        | 2:31         |
| 13.                 | «Seoul City»                                        | Jennie Myles Harris Braylin Bowman Xeryus Gittens Williams Bourelly Gibert                                       | MoneyGoForMyles Resource Xeryus Mike Will Made It | 2:44         |
| 14.                 | «Starlight»                                         | Jennie Hogan Armel Potter Williams Bourelly Irosogie                                                             | Pluss Melz Mike Will Made It                      | 2:48         |
| 15.                 | «Twin»                                              | Jennie Bourelly Newlin Williams                                                                                  | Gage Mike Will Made It                            | 3:28         |
| Общая длительность: | Общая длительность:                                 | Общая длительность:                                                                                              | Общая длительность:                               | 41:30        |

## Чарты
| Чарт (2025)                         | Высшая позиция |
| ----------------------------------- | -------------- |
| Австралия (ARIA)                    | 2              |
| Австрия (Ö3 Austria)                | 3              |
| Бельгия/Фландрия (Ultratop)         | 3              |
| Бельгия/Валлония (Ultratop)         | 4              |
| Канада (Canadian Albums Chart)      | 6              |
| Чехия (ČNS IFPI)                    | 31             |
| Дания (Hitlisten)                   | 36             |
| Нидерланды (Album Top 100)          | 5              |
| Финляндия (Suomen virallinen lista) | 16             |
| Франция (SNEP)                      | 4              |
| Германия (Offizielle Top 100)       | 6              |
| Ирландия (Irish Albums Chart)       | 16             |
| Япония (Oricon)                     | 21             |
| Япония (Digital Albums, Oricon)     | 14             |
| Япония (Combined Albums, Oricon)    | 19             |
| Япония (Billboard Japan)            | 26             |
| Новая Зеландия (RMNZ)               | 2              |
| Норвегия (VG-lista)                 | 12             |
| Шотландия (Scottish Albums Chart)   | 2              |
| Шотландия (Scottish Albums Chart)   | 2              |
| Словакия (ČNS IFPI)                 | 34             |
| Республика Корея (Circle)           | 2              |
| Швеция (Sverigetopplistan)          | 14             |
| Швейцария (Schweizer Hitparade)     | 9              |
| Великобритания (UK Albums Chart)    | 3              |
| США (Billboard 200)                 | 7              |

## Сертификации и продажи
| Регион                                                                      | Сертификация  | Продажи |
| --------------------------------------------------------------------------- | ------------- | ------- |
| Япония                                                                      | —             | 10,639  |
| Республика Корея (KMCA)                                                     | 2× Платиновый | 696,374 |
| США                                                                         | —             | 26,500  |
| Данные о продажах + прослушиваниях приведены только на основе сертификации. |               |         |